# أويرياشتاس

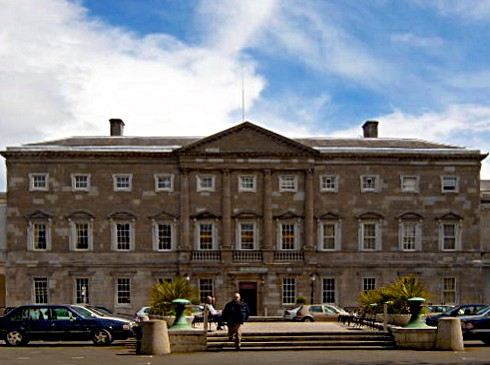
مقر البرلمان الأيرلندي

البرلمان الأيرلندي (بالإنجليزية: Oireachtas)‏ هو البرلمان الوطني في جمهورية أيرلندا. يتألف من رئيس أيرلندا ومجلسين هما «دايل إيريان» (مجلس النواب) و«سيناد إيريان» (مجلس الشيوخ). يملك مجلس النواب (دايل) صلاحيات إضافية ويقوم بسن القوانين الخاصة بالدولة ويسيطر على جميع التشريعات الاقتصادية في البلاد. أما مجلس الشيوخ (سيناد) فله صلاحيات أقل من مجلس النواب إذ أنه يُرسل توصياته المتعلقة بالقوانين الجديدة المقترحة إلى مجلس النواب ويقترح تعديلاته على القوانين التي يقرها مجلس النواب، بيد أنه يحق لمجلس النواب الأيرلندي قبول أو رفض اقتراحات مجلس الشيوخ.
لبرلمان الأيرلندي، كان المجلس التشريعي للوردية أيرلندا، ومن ثم مملكة أيرلندا منذ عام 1297 وحتى عام 1800. صُمم على غرار برلمان إنجلترا، وتألف بدءًا من عام 1537 من مجلسين: مجلس العموم ومجلس اللوردات. كان اللوردات أعضاءً في نبلاء أيرلندا («اللوردات المؤقتين») والأساقفة («اللوردات الروحيون»؛ أساقفة كنيسة أيرلندا بعد الإصلاح). انتُخب مجلس العموم مباشرةً، على الرغم من تقييد امتيازاته بشكل كبير. عُقدت جلسات البرلمان في أماكن مختلفة في لينستر ومونستر، ولكنها عُقدت في الفترات الأخيرة في دبلن: في كاتدرائية كنيسة المسيح (خلال القرن الخامس عشر)، وقلعة دبلن (حتى عام 1649)، وتشيتشيستر هاوس (بين عامي 1661 و1727)، ومدرسة بلو كوت (بين عامي 1729 و1731)، وفي مبنى البرلمان المصمم لهذا الغرض في كوليج غرين في الآونة الأخيرة.
تمثل الغرض الرئيسي من البرلمان في الموافقة على الضرائب التي تمت جبايتها مسبقًا وإدارة قلعة دبلن، وقد شكل رجال الدين والتجار وملاك الأراضي الذين دفعوا الجزء الأكبر من الضرائب أعضاءً في البرلمان أيضًا. لم يضم البرلمان سوى «إنجليزيي أيرلندا» حتى استُدعي اللوردات الغاليين الأوائل خلال القرن السادس عشر في عهد أسرة تيودور. بموجب قانون بوينينغ لعام 1495، وكان من الضروري موافقة مجلس الملكي الأيرلندي والمجلس الملكي الإنجليزي مسبقًا على جميع قوانين البرلمان. دعم البرلمان الإصلاح الأيرلندي، واستُبعد الكاثوليك من العضوية والتصويت في أوقات العقوبات. عدل دستور 1782 قانون بوينينغ ما سمح للبرلمان الأيرلندي ببدء التشريعات. أعيد لاحقًا منح الكاثوليك حق الاقتراع في عام 1793.
دمجت قوانين الاتحاد لعام 1800 مملكة أيرلندا ومملكة بريطانيا العظمى فيما يُعرف بالمملكة المتحدة لبريطانيا العظمى وأيرلندا، ودُمج البرلمان الأيرلندي مع البرلمان البريطاني؛ كان البرلمان الموحد في الواقع هو برلمان المملكة المتحدة في قصر وستمنستر، ولكن مع مجموعة فرعية من اللوردات والعموم الأيرلنديين.

## التكوين
ينتخب مباشرة ديل إيرن، مجلس النواب في إطار الاقتراع العام لجميع مواطني المملكة الأيرلندية المتحدة والمقيمين فيها ويجب على المصوت أن يتجاوز عمره ثمانية عشر سنة، كما تُعقد الانتخابات مرة واحدة على الأقل في كل خمس سنوات كما يقتضي القانون ومع ذلك يمكن حله في أي وقت بناء على طلب من تاوسيتش (رئيس الحكومة).
يتكون ديل من 166 عضوا منذ عام 1981، أما سيناد فيتكون من خليط من أعضاء مختارين بعدد من الطرق. ويتم انتخاب أعضاء مجلس الشيوخ من قبل المجلس نفسه والبرلمانيين. أما رئيس أيرلندا فيتم انتخابه مرة كل سبع سنوات، لمدة أقصاها ولايتين. ولكن إذا توافق _كما حدث في عدد من المناسبات_ مختلف الساسة حول مرشح واحد فيُمكن تعييه رئيسا للبلاد دون حصول اقتراع فعلي.

## الدور
ليتم سن مشروع قانون في أيرلندا يجب أولا الحصول على موافقة ديل كما يجب الحصول على موافقة الأغلبية في سيناد (على الرغم من أن ديل يمكنه اعتماد مشروع القانون متجاوزا رفض سيناد)، ومن ثم توقيعه من قبل الرئييس ليصبح قانونا بدل مشروع قانون. أما في حالة ما كان مشروع القانون يهدف إلى تعديل في الدستور فهنا يحب الحصول على موافقة الشعب (تصويت مصغر) قبل عرضه على الرئيس.
في غالب الأحيان، يُلزم الرئيس بالتوقيع على كل القوانين التي وافق عليها «مجلس الشيوخ» على الرغم من أنه (أو أنها) لديه القدرة على رفض معظم مشاريع القوانين بمساعدة من المحكمة العليا.
صلاحيات سيناد في الواقع تقتصر على التأخير بدلا من استخدام حق النقض، أما ديل فهو الذي يملك صلاحية الرفض وبالتالي يُعتبر إلى حد ما السلطة التشريعية العليا في أيرلندا.

### القوى
البرلمان الأيرلندي يتمتع بسلطة حصرية في:
- التشريع، بما في ذلك السلطة المخولة لديل من أجل الموافقة على القرارات المالية ذات الصلة بالميزانية.
- إنشاء المجالس التشريعية التابعة له.
- اقتراح تعديلات على الدستور (يجب أن تبدأ في ديل)، والتي يجب أن تقدم بعد ذلك كاستفتاء.
- رفع القوات العسكرية أو المسلحة.
- السماح بجعل الاتفاقات الدولية جزءا من القانون المحلي للدولة.
- تمرير بعض القوانين ذات الأثر خارج الحدود الإقليمية (وفقا لممارسات مماثلة في دول أخرى).
- سن قوانين مؤقتة (قانون الطوارئ) أو سن أي قانون آخر تراه ضروريا.

### القيود
- تُعتبر قوانين البرلمان غير صالحة في حالة ما كانت تتعارض مع الدستور.
- في حالة وجود تعارض، فإن قانون الاتحاد الأوروبي يأخذ الأسبقية مقارنة بالقوانين التي يسنها للبرلمان (هذا الأمر شائع في جميع أنحاء الاتحاد الأوروبي).
- لا يتم تجريم الأفعال بأثر رجعي إن لم تكن غير شرعية في الوقت الذي ارتكبت فيه.
- لا يوجد قانون ينص على فرض عقوبة الإعدام حتى أثناء حالة الطوارئ (انقلاب عسكري في البلاد أو شيء من هذا القبيل).
- التشريع صالح في جمهورية أيرلندا فقط وليس في أيرلندا الشمالية أو في أي مكان آخر.

## لجان
للبرلمان الأيرلندي عدد من اللجان المشتركة والتي تشمل أعضاء من المجلسين. هناك حاليا ثلاثة عشر لجنة (تستند العشرة الأولى أدناه على عشرة من اختيار ديل):
- اللجنة المشتركة للاتصالات والموارد الطبيعية والزراعة
- اللجنة المشتركة للبيئة والثقافة والنقل
- اللجنة المشتركة لشؤون الاتحاد الأوروبي
- اللجنة المشتركة للمصروفات والمالية والإصلاح
- اللجنة المشتركة للشؤون الخارجية والتجارة
- اللجنة المشتركة لتنفيذ اتفاق الجمعة العظيم
- اللجنة المشتركة للصحة والأطفال
- اللجنة المشتركة للرقابة والتحقيق والالتماسات
- اللجنة المشتركة للوظيفة والحماية الاجتماعية والتعليم
- اللجنة المشتركة للعدل والدفاع والمساواة
- اللجنة المشتركة المعنية بالإدارة
- اللجنة الدائمة المشتركة لتوطيد العلاقات
- رؤساء اللجان

## التاريخ
صُممت إدارة اللوردات الأنجلو نورمان في أيرلندا على غرار مملكة إنجلترا بعد غزو النورمان لأيرلندا في القرن الثاني عشر، وعُدلت الوثيقة العظمى في عام 1217 لتُعرف بعدها بميثاق أيرلندا. وتطور البرلمان من «المجلس الكبير» الذي دعا إليه نائب الملك كما هو الحال في إنجلترا، ليحضره أعضاء المجلس (Curia Regis) وأقطاب (اللوردات الإقطاعيين)، والأساقفة (الأساقفة والآباء). كان الشرط الأساسي للعضوية هو الولاء للملك، والحفاظ على سلام الملك، وبالتالي كان العدد المتقلب لملوك الغايل الأيرلنديين المستقلين خارج نظام البرلمان؛ إذ عملوا بقانون بريون المحلي الخاص بهم. عُقدت آخر جلسة معروفة للبرلمان في قلعة كيلكيا بالقرب من كاسلديرموت في مقاطعة كيلدير في 18 يونيو 1264، بحضور الأساقفة والأقباط فقط. صُدق على الممثلين المنتخبين لأول مرة في عام 1297 واستمر التصديق حتى أواخر القرن الرابع عشر. مثل فرسان المقاطعة المنتخبين في عام 1297 المقاطعات لأول مرة (حيث مثلهم سابقًا شاغلو مناصب الشريف)، ومن ثم مُثلت المدن. برز الفرق عن البرلمان الإنجليزي منذ القرن الرابع عشر، حيث عُقدت المداولات حول تمويل الكنيسة في البرلمان وليس في المؤتمر. وقد تطور فصل اللوردات المستدعين بشكل فردي عن العموم المنتخبين بحلول القرن الخامس عشر. شكل المراقبون من رجال الدين المنتخبين من قبل رجال الدين الأدنى مرتبة في كل أبرشية منزلًا أو عقارًا منفصلًا حتى عام 1537، عندما طُردوا من البرلمان بسبب معارضتهم للإصلاح الأيرلندي.
شهد القرنان الرابع عشر والخامس عشر تناقص أعداد الموالين للتاج، وازدياد قوة العائلات المالكة للأراضي، مع ازدياد العجز عن تنفيذ الأحكام القضائية أيضًا، ما قلل من نفوذ التاج في أيرلندا، لذا نمت حركة «عودة الغاليين» سياسية وثقافية. وأدى هذا بدوره إلى انضمام أعداد كبيرة من نبلاء هيبرنو نورمان الإنجليز إلى النبلاء الغاليين المستقلين تأكيدًا على استقلالهم الإقطاعي. في نهاية المطاف، تقلصت قوة التاج إلى جيب محصن صغير حول دبلن يُعرف باسم بايل، وأصبح البرلمان بعد ذلك مجلسًا لمجتمع بالي حتى القرن السادس عشر.
شجع البايليون ملوك إنجلترا على اتخاذ موقف مباشر ومد نفوذهم إلى أيرلندا، بسبب عدم قدرتهم على ممارسة وتنفيذ سلطة البرلمان أو حكم التاج خارج تلك البيئة، وازدياد غارات النبلاء الأيرلنديين الغاليين ونبلاء هيبرنو نورمان المستقلين. قلل كل من المسافة الجغرافية، وضعف اهتمام التاج بالوضع بسبب حرب المائة عام وحرب الوردتين، وازدياد قوة العشائر الغالية، من نفوذ البرلمان الأيرلندي. وتسبب القلق المتزايد من تجاوز العائلات القوية في أيرلندا أمثال إيرلات كيلدير للبرلمان الأيرلندي في تمرير القوانين التي تتبع أجندات الفصائل المختلفة لسلالات البلاد، وشجع البرلمان في عام 1494 على تمرير قانون بوينينغ الذي أخضع البرلمان الأيرلندي للبرلمان الإنجليزي.

## وصلة خارجية
- موقع البرلمان الأيرلندي